# Апер Сантан Вилиџ (Аризона)
Апер Сантан Вилиџ (енгл. Upper Santan Village) насељено је место без административног статуса у америчкој савезној држави Аризона.

## Демографија
По попису из 2010. године број становника је 495.
| Група             | 2000.    | 2010.     |
| Белци             | 0 (0,0%) | 6 (1,2%)  |
| Афроамериканци    | 0 (0,0%) | 2 (0,4%)  |
| Азијати           | 0 (0,0%) | 0 (0,0%)  |
| Хиспаноамериканци | 0 (0,0%) | 33 (6,7%) |
| Укупно            | 0        | 495       |